# 小冷水
小冷水（英語：Siu Lang Shui）是一個位於香港新界屯門區的地方，位於青山以南、望后石以西、踏石角以東，該地目前主要用作工業用途。

## 歷史
小冷水位於青山南麓山腳，該處有一條源自花香爐流出大海的水坑，因而得名。小冷水海濱原是一個海灣，有一個狹長的泥灘。早於20世紀初已有人在小冷水山澗旁的平地開墾農田，搭建屋寮聚居。
1970年代初，政府計劃將屯門西南一帶發展成工業設施重地，重置發電廠、堆填區、水泥廠、木廠等厭惡性設施，令小冷水的環境遭逢劇變。位於村後，連接蝴蝶灣至龍鼓灘的望后石路率先落成。小冷水堆填區於1978年啟用，建於小冷水的農田上，堆填區自1983年起停止運作。同一時間，位於小冷水後山的挖泥區啟用，為屯門新市鎮的填海工程供應泥沙，亦曾有公司開採石英礦。
1990年代中，政府在小冷水前的海灣填海興建內河碼頭，小冷水村被清拆。新龍門路落成後，原小冷水西面一段舊龍門路荒廢至今。前小冷水堆填區的土地於2000年完成修復工作，由於區內2公頃的土地被發現有斑蝶在此過冬，故在2008年被漁農自然護理署鑑定為「具特殊科學價值地點」。小冷水蝴蝶保育區於2022年開幕，佔地約6萬呎。

## 主要地標
- 香港環保園
- 內河碼頭
- 小冷水蝴蝶保育區
- 屯門漁業總會青山灣漁民墳場

## 交通
- 港鐵巴士K52綫
- 龍門路

## 區議會議席分佈
由於望后石主要用作工業用途，理論上沒有常住人口，所以通常與踏石角及龍鼓灘劃入同一選區；為方便比較，以下列表以自龍門路與龍富路交界起計龍鼓灘方向的龍門路沿線地區為範圍。
| 年度/範圍                    | 2000-2003 | 2004-2007 | 2008-2011 | 2012-2015 | 2016-2019 | 2020-2023 |
| ---------------------------- | --------- | --------- | --------- | --------- | --------- | --------- |
| 龍門路沿線（自龍富路交界起） | 龍門選區  | 樂翠選區  | 樂翠選區  | 樂翠選區  | 樂翠選區  | 樂翠選區  |

註：以上主要範圍尚有其他細微調整（包括編號），請參閱有關區議會選舉選區分界地圖及條目。